# Aleksandr Lesnoj
Aleksandr Michajłowicz Lesnoj (ros. Александр Михайлович Лесной; ur. 4 lipca 1988 w Moskwie) – rosyjski lekkoatleta, specjalizujący się w pchnięciu kulą i rzucie dyskiem.
Mistrz Uniwersjady 2013 z Kazania. Ósmy zawodnik halowych mistrzostw świata w Sopocie (2014). Medalista mistrzostw Rosji oraz reprezentant kraju w drużynowych mistrzostwach Europy.
Rekordy życiowe: pchnięcie kulą (stadion) – 21,58 (20 lipca 2018, Kazań); pchnięcie kulą (hala) – 21,13 (31 stycznia 2021, Sławiańsk nad Kubaniem); rzut dyskiem – 58,80 (26 maja 2012, Adler).

## Osiągnięcia
| Rok  | Impreza                                 | Miejsce    | Pozycja           | Wynik |
| ---- | --------------------------------------- | ---------- | ----------------- | ----- |
| 2013 | Superliga drużynowych mistrzostw Europy | Gateshead  | 3. miejsce        | 20,27 |
| 2013 | Uniwersjada                             | Kazań      | 1. miejsce        | 20,30 |
| 2013 | Mistrzostwa świata                      | Moskwa     | el. – 21. miejsce | 19,01 |
| 2014 | Zimowy puchar Europy w rzutach          | Leiria     | 1. miejsce        | 21,23 |
| 2014 | Halowe mistrzostwa świata               | Sopot      | 8. miejsce        | 20,16 |
| 2014 | Mistrzostwa Europy                      | Zurych     | 10. miejsce       | 19,83 |
| 2015 | Halowe mistrzostwa Europy               | Praga      | el. – 10. miejsce | 19,91 |
| 2015 | Superliga drużynowych mistrzostw Europy | Czeboksary | 5. miejsce        | 19,42 |
| 2015 | Mistrzostwa świata                      | Pekin      | el. – 16. miejsce | 19,78 |
| 2017 | Mistrzostwa świata                      | Londyn     | el. – 26. miejsce | 19,67 |
| 2018 | Puchar Europy w rzutach                 | Leiria     | 1. miejsce        | 21,32 |
| 2018 | Mistrzostwa Europy                      | Berlin     | 5. miejsce        | 21,04 |
| 2019 | Mistrzostwa świata                      | Doha       | el. – 31. miejsce | 19,62 |
| 2019 | Światowe wojskowe igrzyska sportowe     | Wuhan      | 8. miejsce        | 19,61 |